# وليام جاكسون همفريز
وليام جاكسون همفريز (بالإنجليزية: William Jackson Humphreys)‏ (و. 1862 – 1949 م) هو فيزيائي، وعالم أرصاد من الولايات المتحدة الأمريكية . ولد في فيرجينيا .

## جوائز وترشيحات
حصل على جوائز منها:
- وسام بوتس هوارد (سنة 1916).

## روابط خارجية
- وليام جاكسون همفريز على موقع الموسوعة البريطانية (الإنجليزية)